# Jacquinia nipensis
Jacquinia nipensis är en viveväxtart som beskrevs av A. Borhidi. Jacquinia nipensis ingår i släktet Jacquinia och familjen viveväxter. Inga underarter finns listade i Catalogue of Life.